# (523659) 2012 HG84
(523659) 2012 HG84 ist ein großes transneptunisches Objekt im Kuipergürtel, das bahndynamisch als Cubewano (CKBO) eingestuft wird. Aufgrund seiner Größe gehört der Asteroid möglicherweise zu den Zwergplanetenkandidaten.

## Entdeckung
2012 HG84 wurde am 17. April 2012 von Meg Schwamb am La-Silla-Observatorium (Chile) der Europäischen Südsternwarte (ESO) entdeckt. Die Entdeckung wurde am 15. Juli 2016 von einem Astronomenteam, bestehend aus B. Gibson, T. Goggia, N. Primak, A. Schultz und M. Willman (Pan-STARRS) des Haleakalā-Observatoriums (Maui) bekanntgegeben, der Planetoid erhielt am 25. September 2018 von der IAU die Kleinplaneten-Nummer 523659.
Nach seiner Entdeckung ließ sich 2012 HG84 auf Fotos bis zum 20. April 2010, die im Rahmen des Pan-STARRS-Programmes gemacht wurden, zurückgehend identifizieren und so seinen Beobachtungszeitraum um zwei Jahre verlängern, um so seine Umlaufbahn genauer zu berechnen. Seither wurde der Planetoid durch verschiedene erdbasierte Teleskope beobachtet. Im Oktober 2018 lagen insgesamt 126 Beobachtungen über einen Zeitraum von 8 Jahren vor. Die bisher letzte Beobachtung wurde im Juni 2017 auch wieder am Pan-STARRS-Teleskop (PS1) durchgeführt. (Stand 18. März 2019)

## Eigenschaften

### Umlaufbahn
2012 HG84 umkreist die Sonne in 285,77 Jahren auf einer leicht elliptischen Umlaufbahn zwischen 39,32 AE und 47,45 AE Abstand zu deren Zentrum. Die Bahnexzentrizität beträgt 0,094, die Bahn ist 10,85° gegenüber der Ekliptik geneigt. Derzeit ist der Planetoid 40,30 AE von der Sonne entfernt. Das Perihel durchläuft er das nächste Mal 2048, der letzte Periheldurchlauf dürfte also im Jahre 1762 erfolgt sein.
Marc Buie (DES) klassifiziert den Planetoiden als Cubewano, wobei er zu den bahndynamisch «heißen» klassischen KBO gehört, während vom Minor Planet Center keine spezifische Einstufung existiert; letzteres ordnet ihn als Nicht-SDO und allgemein als «Distant Object» ein.

### Größe
Derzeit wird von einem Durchmesser von 358 km ausgegangen, basierend auf einem Rückstrahlvermögen von 8 % und einer absoluten Helligkeit von 5,7 m. Ausgehend von diesem Durchmesser ergibt sich eine Gesamtoberfläche von etwa 403.000 km². Die scheinbare Helligkeit von 2012 HG84 beträgt 21,76 m.
Da es denkbar ist, dass sich 2012 HG84 aufgrund seiner Größe im hydrostatischen Gleichgewicht befindet und somit weitgehend rund sein könnte, erfüllt er möglicherweise die Kriterien für eine Einstufung als Zwergplanet. Mike Brown geht davon aus, dass es sich bei 2012 HG84 um vielleicht einen Zwergplaneten handelt.
| Jahr                                         | Abmessungen km | Quelle   |
| -------------------------------------------- | -------------- | -------- |
| 2018                                         | 368,0          | Johnston |
| 2018                                         | 358,0          | Brown    |
| Die präziseste Bestimmung ist fett markiert. |                |          |